# NGC 7582
NGC 7582 é uma galáxia espiral barrada (SBab) localizada na direcção da constelação de Grus. Possui uma declinação de -42° 22' 11" e uma ascensão recta de 23 horas, 18 minutos e 23,5 segundos.
A galáxia NGC 7582 foi descoberta em 7 de Julho de 1826 por James Dunlop.